# 2-エチル-1-ブタノール
2-エチル-1-ブタノール (2-ethyl-1-butanol) は、有機化合物の一つ。通常は水とエタノールの混合物は共沸するが、2-エチル-1-ブタノールを用いることにより分離が容易になる 。消防法に定める第4類危険物 第2石油類に該当する。

## 合成法
2-エチル-1-ブタノールはアセトアルデヒドとブチルアルデヒドとのアルドール縮合によって工業生産される。